# Bitka pri Azincourtu
Bitka pri Azincourtu ali tudi bitka pri Agincourtu je potekala 11. avgusta 1416 med angleško in francosko armado. Angleži so v bitki še enkrat dokazali taktično premoč in premoč v oborožitvi (dolgi lok). 
Zgodilo se je 25. oktobra 1415 (Dan svetega Krispina) blizu Azincourta, v severni Franciji. Nepričakovana zmaga močno preštevilčenih šibkejših angleških čet proti številčno močnejši francoski vojski je okrepila angleško moralo in ugled, ohromila Francijo in začela novo obdobje angleške prevlade v vojni, ki je trajala 14 let, dokler Anglija ni bila poražena s strani Francije leta 1429 med obleganjem Orléansa.
Po več desetletjih relativnega miru so Angleži leta 1415 nadaljevali vojno sredi neuspešnih pogajanj s Francozi. V nadaljnji kampanji je veliko vojakov umrlo zaradi bolezni, angleško število pa se je zmanjšalo; poskušali so se umakniti v angleško-zasedeni Calais, vendar so ugotovili, da jim pot blokira precej večja francoska vojska. Kljub številčni premoči se je bitka končala z izjemno zmago Angležev.
Kralj Henrik V. Angleški je svoje čete vodil v bitko in sodeloval v boju mož na moža. Kralj Karel VI. Francoski ni poveljeval francoski vojski, saj je trpel za psihičnimi boleznimi in s tem povezano duševno nesposobnostjo. Francozi so bili pod poveljstvom konstabla Karla I. Albreškega (Charlesa d'Albreta) in različnih uglednih francoskih plemičev iz stranke Armagnac. Ta bitka je pomembna zaradi uporabe angleškega dolgega loka v zelo velikem številu, pri čemer so angleški in valižanski lokostrelci predstavljali skoraj 80 odstotkov Henrikove vojske.
Bitka pri Agincourtu je ena najbolj opevanih angleških zmag in je bila eden najpomembnejših angleških triumfov v stoletni vojni, skupaj z bitko pri Crécyju (1346) in bitko pri Poitiersu (1356). Bitka še danes navdušuje učenjake in širšo javnost. Predstavlja ozadje pomembnih del, kot je igra Henrik V. Williama Shakespeara, napisana leta 1599.

## Sodobni zapisi
Bitka pri Agincourtu je dobro dokumentirana z vsaj sedmimi sodobnimi zapisi, trije so od očividcev. Splošna lokacija bitke ni sporna in kraj ostaja relativno nespremenjen po 600 letih. Pomanjkanje arheoloških dokazov pa je privedlo do razprave o točni lokaciji bojišča.
Takoj po bitki je Henrik poklical heralde obeh vojsk, ki so skupaj z glavnim francoskim heraldom Montjoiejem opazovali bitko in se dogovorili za ime bitke kot Azincourt, po najbližjem utrjenem kraju. Dva najpogosteje citirana zapisa prihajata iz burgundskih virov, eden od Jean Le Fèvre de Saint-Remy, ki je bil prisoten pri bitkiin drugi od Enguerrand de Monstrelet. Angleški očividni zapis prihaja od anonimnega avtorja Gesta Henrici Quinti, za katerega se verjame, da ga je napisal kaplan v kraljevem gospodinjstvu, ki bi bil v spremni prtljagi pri bitki. Nedavna ponovna ocena Henrikove strategije v agincourtski kampanji vključuje te tri zapise in trdi, da je bila vojna obravnavana kot zakonit pravni postopek za reševanje nesoglasij glede zahtev po francoskem prestolu.

## Ozadje
Henrik V. je napadel Francijo po neuspešnih pogajanjih s Francozi. Zahteval je naslov francoskega kralja prek svojega prapradeda Edvarda III. Angleškega, čeprav so bili v praksi angleški kralji na splošno pripravljeni opustiti to zahtevo, če bi Francozi priznali angleško zahtevo po Akvitaniji in drugih francoskih deželah (pogoji Poitierske pogodbe). Sprva je spomladi 1414 sklical "Veliki svet", da bi razpravljali o vojni s Francijo, vendar so gospodi vztrajali, naj se še naprej pogaja in omili svoje zahteve. V nadaljnjih pogajanjih je Henrik dejal, da se bo odpovedal svoji zahtevi po francoskem prestolu, če bi Francozi plačali 1,6 milijona kron neporavnanih iz odkupnine za Ivana II. (ki je bil ujet v bitki pri Poitiersu leta 1356) in priznali angleško lastništvo dežel Anjou, Bretanije, Flandrije, Normandije in Touraine, pa tudi Akvitanije. Henrik bi se poročil s Katarino Valoiško, mlado hčerko kralja Karla VI. in prejel doto v višini 2 milijona kron.
Francozi so odgovorili s tem, kar so smatrali za velikodušne pogoje poroke s Katarino, doto 600.000 kron in povečano Akvitanijo. Decembra 1414 je bil angleški parlament prepričan, da Henriku odobri "dvojno subvencijo", davek po dvakratni tradicionalni stopnji, da bi si povrnil dediščino od Francozov. Do leta 1415 so se pogajanja ustavila, Angleži pa so trdili, da so Francozi zasmehovali njihove zahteve in se norčevali iz samega Henrika. 19. aprila 1415 je Henrik ponovno prosil "Veliki svet", naj odobri vojno s Francijo in tokrat so se strinjali.
Henrikova vojska je pristala v severni Franciji 13. avgusta 1415, prepeljana z ogromno floto. Pogosto so poročali, da je obsegala 1.500 ladij, vendar je bila verjetno precej manjša.Theodore Beck tudi predlaga, da je bil med Henrikovo vojsko "kraljev zdravnik in majhna skupina kirurgov". Thomas Morstede, kraljevi kirurg Henrika V., je bil predhodno pogodbeno zavezan s strani kralja, da priskrbi ekipo kirurgov in izdelovalcev kirurških instrumentov za sodelovanje v agincourtski kampanji. Vojska približno 12.000 mož in do 20.000 konj je oblegala pristanišče Harfleur. Obleganje Harfleurja je trajalo dlje, kot je bilo pričakovano. Mesto se je predalo 22. septembra, angleška vojska pa ga ni zapustila do 8. oktobra. Sezona kampanj se je bližala koncu, angleška vojska pa je utrpela veliko žrtev zaradi bolezni. Namesto, da bi se za zimo umaknil neposredno v Anglijo, saj je njegova draga odprava povzročila zajetje le enega mesta, se je Henrik odločil, da bo večino svoje vojske (približno 9.000) popeljal skozi Normandijo do pristanišča Calais, angleške trdnjave v severni Franciji, da bi s svojo prisotnostjo na ozemlju na čelu vojske pokazal, da je njegova pravica do vladanja v vojvodini več kot le abstraktna pravna in zgodovinska trditev. Manever je bil namenjen tudi namerni provokaciji v bitko, usmerjeni proti Louisu, dofenu Francije, ki se ni odzval na Henrikov osebni izziv za boj v Harfleurju.
Med obleganjem so Francozi zbrali vojsko, ki se je zbrala okoli Rouena. To ni bila strogo fevdalna vojska, ampak vojska, plačana po sistemu, podobnem angleškemu. Francozi so upali, da bodo zbrali 9.000 vojakov, vendar vojska ni bila pripravljena pravočasno, da bi razbremenila Harfleur.
Ko je Henrik V. odkorakal na sever, so se Francozi premaknili, da bi jih blokirali ob reki Somme. Nekaj časa so bili uspešni, saj so Henrika prisilili, da se je premaknil na jug, stran od Calaisa, da bi našel brod. Angleži so končno prečkali Somme južno od Péronne, pri Béthencourtu in Voyennes in nadaljevali pohod proti severu.
Brez rečne ovire za obrambo so Francozi oklevali, da bi izsilili bitko. Sledili so Henrikovi vojski, medtem ko so klicali semonce des nobles, pozivajoč lokalne plemiče, naj se pridružijo vojski. Do 24. oktobra sta se obe vojski soočili za bitko, vendar so Francozi zavrnili, upajoč na prihod več vojakov. Obe vojski sta preživeli noč 24. oktobra na odprtem terenu. Naslednji dan so Francozi začeli pogajanja kot taktiko zavlačevanja, vendar je Henrik ukazal svoji vojski, naj napreduje in začne bitko, ki bi se ji glede na stanje njegove vojske raje izognil ali se boril obrambno: tako so bile dobljene Crécy in druge znane zmage z dolgim lokom. Angleži so imeli zelo malo hrane, prehodili so 260 mi (420 km) v dveh in pol tednih, trpeli so zaradi bolezni, kot je dizenterija, in so bili močno preštevilčeni s strani dobro opremljenih francoskih vitezov. Francoska vojska je blokirala Henrikovo pot do varnosti Calaisa in zavlačevanje bitke bi le še bolj oslabilo njegovo utrujeno vojsko in omogočilo prihod več francoskih vojakov.

## Začetki bitke

### Bojišče
Natančna lokacija bitke ni znana. Morda je v ozkem pasu odprte zemlje, ki se je oblikoval med gozdovi Tramecourta in Azincourta (blizu sodobne vasi Azincourt). Pomanjkanje arheoloških dokazov na tem tradicionalnem mestu je privedlo do domnev, da se je bitka odvijala zahodno od Azincourta. Leta 2019 je zgodovinar Michael Livingston prav tako zagovarjal lokacijo zahodno od Azincourta, na podlagi pregleda virov in zgodnjih zemljevidov.

### Angleška razporeditev
Zgodaj 25. je Henrik razporedil svojo vojsko (približno 1.500 oklepnikov in 7.000 lokostrelcev) čez 750 yd (690 m) del soteske. Vojska je bila razdeljena na tri skupine, z desnim krilom, ki ga je vodil Edward, vojvoda Yorški, sredino, ki jo je vodil sam kralj in levim krilom pod starim in izkušenim baronom Thomasom Camoysom. Lokostrelcem je poveljeval sir Thomas Erpingham, še en starejši veteran. Verjetno so Angleži sprejeli svojo običajno bojno linijo lokostrelcev na obeh bokih, z oklepniki in vitezi v sredini. Morda so razporedili tudi nekaj lokostrelcev v sredino linije. Angleški oklepniki v pločevinastih in verižnih oklepih so bili postavljeni drug ob drugem v štirih vrstah. Angleški in valižanski lokostrelci na bokih so zabili koničaste lesene kole ali palisade, v zemljo pod kotom, da bi prisilili konjenico k umiku. Ta uporaba kolov bi lahko bila navdihnjena z bitko pri Nikopolju leta 1396, kjer so sile Osmanskega cesarstva uporabile to taktiko proti francoski konjenici.
Angleži so se pred bitko spovedali, kot je bilo običajno. Henrik, zaskrbljen zaradi sovražnikovih presenetljivih napadov in želeč, da bi njegove čete ostale osredotočene, je vsem svojim možem ukazal, naj noč pred bitko preživijo v tišini, pod kaznijo odrezanega ušesa. Svojim možem je povedal, da bi raje umrl v prihajajoči bitki, kot da bi bil ujet in odkupljen.
Henrik je imel govor, v katerem je poudaril pravičnost svojega cilja in spomnil svojo vojsko na prejšnje velike poraze, ki so jih angleški kralji zadali Francozom. Burgundski viri navajajo, da je govor zaključil z besedami, da so se Francozi hvalili, da bodo vsakemu lokostrelcu odrezali dva prsta na desni roki, da nikoli več ne bi mogel napeti dolgega loka. Ali je to res je vprašljivo in se o tem razpravlja še danes; vendar se zdi verjetno, da je bila smrt običajna usoda vsakega vojaka, ki ga ni bilo mogoče odkupiti.

### Francoska razporeditev
Francoska vojska je imela 10.000 oklepnikov plus približno 4.000–5.000 raznih pešcev (gens de trait), vključno z lokostrelci, samostrelci (arbalétriers) in ščitonosci (pavisiers), kar je skupaj 14.000–15.000 mož. Verjetno bi vsakega oklepnika spremljal gros valet (ali varlet), oborožen služabnik, kar bi dodalo še 10.000 potencialnih borcev, čeprav jih nekateri zgodovinarji izpuščajo iz števila borcev.
Francozi so bili organizirani v dve glavni skupini (ali  formaciji), predhodnico spredaj in glavno bojno formacijo zadaj, obe sta bili sestavljeni predvsem iz oklepnikov, ki so se borili peš in so bile na bokih obdane z več istimi v vsakem krilu. Obstajala je posebna,"elitna konjeniška sila, katere namen je bil prebiti formacijo angleških lokostrelcev in tako očistiti pot pehoti za napredovanje. Druga, manjša konjeniška sila naj bi napadla zadnji del angleške vojske, skupaj z njeno prtljago in služabniki. Mnogi lordi in gospoda so zahtevali in prejeli položaje v prvih vrstah, kjer bi imeli večjo možnost pridobiti slavo in dragocene odkupnine; to je povzročilo, da je bila večina vojakov zbrana v prvih vrstah, ostale čete, za katere ni bilo več prostora, pa so bile postavljene zadaj. Čeprav je bilo načrtovano, da bodo lokostrelci in samostrelci postavljeni ob pehotnih krilih, so bili zdaj obravnavani kot nepotrebni in postavljeni namesto tega za njimi. Zaradi pomanjkanja prostora so Francozi postavili tretjo bojno linijo, zaščitnico, ki je bila na konjih in je v glavnem obsegala služabnike, ki so jahali konje, ki so pripadali možem, ki so se borili peš spredaj.
Francoska predhodnica in glavna bojna linija sta šteli 4.800 oziroma 3.000 vojakov. Obe liniji sta bili razporejeni v tesnih, gostih formacijah po približno 16 vrst vsaka in sta bili postavljeni na razdalji strela z lokom ena od druge. Albret, Boucicaut in skoraj vsi vodilni plemiči so bili dodeljeni položajem v predhodnici. Vojvodi Jean I, od Alençona]] in Edward III. od Bara sta vodila glavno bojno linijo. Nadaljnjih 600 razjahlih vojakov je stalo v vsakem krilu, levo pod Louis, grof Vendôma in desno pod Arthur od Richemonta. Za razpršitev sovražnih lokostrelcev je bila konjeniška sila 800–1.200 izbranih vojakov, pod vodstvom Clignet de Brébana in Louis de Bosredona, enakomerno razporejena med oba boka predhodnice (stoji nekoliko naprej, kot rogovi). Približno 200 konjenikov naj bi napadlo angleško zaledje. Francozi očitno niso imeli jasnega načrta za razporeditev preostale vojske. Zaščitnica, brez vodstva, bi služila kot "odlagališče" za presežne čete.

### Teren
Bojno polje je bilo verjetno najpomembnejši dejavnik pri odločanju o izidu. Nedavno preorana zemlja, obdana z gostim gozdom, je bila naklonjena Angležem, tako zaradi svoje ozkosti kot zaradi debelega blata, skozi katerega so morali hoditi francoski vitezi.
Opisi bitke opisujejo Francoze, ki so se spopadli z angleškimi oklepniki, preden so jih ob razvoju spopada z bokov napadli lokostrelci. Angleški opis v Gesta Henrici pravi: "Kajti ko so nekateri od njih, ubiti ob prvem spopadu, padli na fronti, je bilo nasilje in pritisk neukročene množice ljudi za njimi tako velik, da so živi padli na mrtve, in drugi, ki so padli na žive, so bili prav tako ubiti."
Čeprav so Francozi sprva potisnili Angleže nazaj, so se tako tesno stisnili, da so imeli, kot je bilo opisano, težave s pravilno uporabo orožja. Francoski menih iz St. Denisa pravi: "Njihova predhodnica, sestavljena iz približno 5.000 mož, se je sprva znašla tako tesno stisnjena, da so tisti, ki so bili v tretji vrsti, komajda lahko uporabljali svoje meče," in burgundski viri imajo podoben odlomek.
Nedavno močno deževje je bojno polje zelo razmočilo, kar je bilo zelo naporno za hojo v polnem oklepu. Francoski menih iz St. Denisa opisuje francoske čete, kako "so marširale skozi sredino blata, kjer so se pogrezale do kolen. Tako so bile že premagane od utrujenosti, še preden so napredovale proti sovražniku". Globoko, mehko blato je še posebej koristilo angleškim silam, saj so se težko oklepljeni francoski vitezi, ko so bili zrušeni na tla, težko spet dvignili, da bi se borili v spopadu. Barker navaja, da so se nekateri vitezi, ovirani s svojim oklepom, dejansko utopili v svojih čeladah.

## Boji

### Začetne poteze
Zjutraj 25. oktobra so Francozi še vedno čakali na prihod dodatnih čet. Anton, vojvoda Brabantski (približno 2.000 mož), Ludvik II. vojvoda Anžujski (približno 600 mož) in Janez VI., vojvoda Bretanjski (6.000 mož, po Monstreletu) so vsi marširali, da bi se pridružili vojski.
Tri ure po sončnem vzhodu ni bilo bojev. Vojaški učbeniki tistega časa so navajali: "Povsod in ob vseh priložnostih, ko pešaki marširajo proti sovražniku iz oči v oči, tisti, ki marširajo, izgubijo, in tisti, ki ostanejo stati in se trdno držijo, zmagajo." Poleg tega so Francozi pričakovali, da se jim bo pridružilo na tisoče mož, če bodo počakali. Blokirali so Henrikovo umikanje in bili pripravljeni čakati, kolikor bo trajalo. Obstajal je predlog, da bi Angleži pobegnili, namesto da bi se borili, ko bi videli, da se bodo borili s toliko francoskimi princi.
Henrikovi možje so bili že utrujeni od lakote in bolezni ter od nenehnega umika. Očitno je Henrik verjel, da se bo njegova bežeča vojska bolje odrezala v obrambi, vendar je moral ustaviti umik in nekako napasti Francoze, preden je bila obrambna bitka mogoča. To je pomenilo opustitev izbranega položaja, v katerem so bili lokostrelci zaščiteni pred konjeniškimi napadi z dolgimi, nabrušenimi lesenimi koli, zabitimi v tla in usmerjenimi proti francoskim linijam. Te kole je bilo treba izvleči iz tal, prenesti na novo pozicijo vojske in jih ponovno namestiti za obrambo angleških linij. Uporaba kolov je bila inovacija za Angleže: med bitko pri Crécyju so bili na primer lokostrelci namesto tega zaščiteni z jarki in drugimi ovirami.
Zdi se, da je tudi tesnost terena omejevala načrtovano razporeditev francoskih sil. Francozi so prvotno pripravili bojni načrt, ki je imel lokostrelce in samostrelce pred svojimi oboroženimi možmi, s konjeniškimi silami v zaledju, posebej zasnovanimi za "napad na lokostrelce in uporabo njihove sile za preboj," vendar v dogodku, francoski lokostrelci in samostrelci so bili razporejeni za in ob straneh vojakov. Zdi se, da francoski lokostrelci niso igrali skoraj nobene vloge, razen morda začetnega izstrelka puščic na začetku bitke. Konjenica, ki bi lahko opustošila angleško linijo, če bi napadla, medtem ko so premikali svoje kole, je napadla šele po začetnem izstrelku puščic Angležev. Ni jasno ali je do zamude prišlo, ker so Francozi upali, da bodo Angleži sprožili frontalni napad in so bili presenečeni, ko so Angleži namesto tega začeli streljati iz svojega novega obrambnega položaja ali pa se francoski vitezi niso odzvali dovolj hitro na angleško napredovanje. Francoski kronisti se strinjajo, da ko je prišlo do konjeniškega napada, ni vseboval toliko mož, kot bi moral; Gilles le Bouvier navaja, da so se nekateri odpravili ogrevat, drugi pa so hodili ali hranili svoje konje.

### Napad francoske konjenice
Francoska konjenica, kljub temu, da je bila neorganizirana in ne v polnem številu, je napadla lokostrelce. To je bil katastrofalen poskus. Francoski vitezi niso mogli obkoliti lokostrelcev zaradi bližnjega gozda; prav tako niso mogli napasti skozi vrsto nabrušenih kolov, ki so ščitili lokostrelce. John Keegan trdi, da je bil glavni vpliv dolgih lokov na bitko v tej točki poškodbe konjev: oklepljeni samo na glavi, bi mnogi konji postali nevarno izven nadzora, ko bi jih zadeli v hrbet ali bok z visokih, dolgih strelov, uporabljenih ob začetku napada. Konjeniški napad in kasnejši umik sta razburkala že tako blatno teren med Francozi in Angleži. Juliet Barker citira sodobni zapis meniha iz Bazilike Saint Denis, ki poroča, kako so ranjeni in panični konji galopirali skozi napredujočo pehoto, jih razkropili in jih poteptali v svojem brezglavem begu z bojišča.

### Glavni francoski napad
Kljub napredovanju skozi to, kar je francoski menih iz Saint Denisa opisal kot "strašljiv točo puščic", jim je pločevinasti oklep francoskih vojakov omogočil, da so se približali angleškim linijam, potem ko so angleški lokostrelci začeli streljati z izjemno dolge razdalje (približno 300 yd (270 m)). Popoln pločevinasti oklep je veljal za tako dobro zaščito, da se ščiti na splošno niso uporabljali, čeprav burgundski sodobni viri razlikujejo med Francozi, ki so uporabljali ščite, in tistimi, ki jih niso in Rogers je predlagal, da so sprednji elementi francoske sile uporabljali sekire in ščite. Sodobni zgodovinarji so razdeljeni glede učinkovitosti dolgih lokov proti pločevinastemu oklepu tistega časa. Sodobni testi in sodobni zapisi zaključujejo, da puščice niso mogle prodreti v kakovostnejši jekleni oklep, ki je postal na voljo vitezom in vojakom precej skromnih sredstev do sredine 14. stoletja, vendar so lahko prodrle v slabše kakovostno kovan železni oklep. Rogers je predlagal, da bi dolgi lok lahko prodrl v prsni oklep iz kovanega železa na kratki razdalji in prodrl v tanjši oklep na udih celo na 220 yd (200 m). Vitez v najboljšem jeklenem oklepu je bil po njegovem mnenju neprebojen za puščice na prsnem oklepu ali vrhu čelade, vendar ranljiv za strele, ki so zadeli ude, zlasti na kratki razdalji. V vsakem primeru so morali Francozi, da bi se čim bolj zaščitili pred puščicami, spustiti vizirje in skloniti glave v čeladah, da bi se izognili strelom v obraz, saj so bile očesne in zračne odprtine v njihovih čeladah med najšibkejšimi točkami oklepa. Ta sklonjena glava jim je omejevala dihanje in vid. Nato so morali prehoditi nekaj sto jardov (metrov) skozi gosto blato in množico tovarišev, medtem ko so nosili oklep, težak 50–60 lb (23–27 kg) in nabirali lepljivo glino vso pot. Vedno bolj so morali hoditi okoli ali čez padle tovariše.
Preživeli francoski vojaki so dosegli fronto angleške linije in jo potisnili nazaj, medtem ko so lokostrelci na bokih še naprej streljali iz neposredne bližine. Ko so lokostrelcem zmanjkalo puščic, so odvrgli loke in z bojnimi sekirami, meči in bojnimi kladivi, ki so jih uporabljali za zabijanje kolov, napadli zdaj neurejene, utrujene in ranjene francoske vojake, zbrane pred njimi. Francozi se niso mogli spopasti s tisočimi lahko oklepljenimi lokostrelci, ki jih blato in teža oklepa nista tako ovirala, v kombinaciji z angleškimi vojaki. Učinek tisočih puščic, skupaj z naporom v težkem oklepu skozi blato, vročino in težkim dihanjem v ploščatem oklepu s spuščenim vizirjem, in stiskanje njihovih števil, je pomenilo, da francoski vojaki "komaj dvignili orožje", ko so končno napadli angleško linijo. Izčrpani francoski vojaki se niso mogli dvigniti, potem ko so jih Angleži podrli na tla. Ko se je razvil boj, se je napadu pridružila tudi francoska druga linija, vendar so bili tudi ti onemogočeni, saj ozek teren ni omogočal učinkovite uporabe dodatnih števil. Rogers je predlagal, da bi Francozi na zadnjem delu svoje globoke formacije poskušali dobesedno dodati svojo težo napredovanju, ne da bi se zavedali, da ovirajo sposobnost tistih na čelu, da manevrirajo in se borijo, tako da jih potiskajo v angleško formacijo sulic. Po začetnem valu bi se morali Francozi boriti čez in na telesih tistih, ki so padli pred njimi. V takšni "množici" tisočih mož je Rogers predlagal, da bi se mnogi lahko zadušili v svojem oklepu, kot so opisali številni viri, in kar se je zgodilo tudi v drugih bitkah.
Francoski vojaki so bili ujeti ali ubiti v tisočih. Boj je trajal približno tri ure, vendar so bili sčasoma vodje druge linije ubiti ali ujeti, tako kot tisti iz prve linije. Angleški Gesta Henrici je opisal tri velike kupe pobitih okoli treh glavnih angleških zastav.
Po sodobnih angleških poročilih se je Henrik boril iz oči v oči. Ko je slišal, da je bil njegov najmlajši brat Humphrey, vojvoda Gloucesterski ranjen v dimlje, je Henrik vzel svojo osebno stražo in stal nad bratom v prvi vrsti boja, dokler Humphreyja niso mogli odvleči na varno. Kralj je prejel udarec s sekiro v glavo, ki mu je odtrgal kos krone, ki je bila del njegove čelade.

### Napad na angleške vozove s prtljago
Edini francoski uspeh je bil napad na slabo varovan angleške vozove s prtljago, pri čemer je Ysembart d'Azincourt (ki je vodil majhno število oboroženih mož in služabnikov ter približno 600 kmetov) zasegel nekaj Henrikovih osebnih zakladov, vključno s krono. Ali je bil to del namernega francoskega načrta ali dejanje lokalnega razbojništva ni jasno iz virov. Zagotovo je bil d'Azincourt lokalni vitez, vendar je bil morda izbran za vodenje napada zaradi svojega lokalnega znanja in pomanjkanja razpoložljivosti višjega poveljnika. V nekaterih poročilih se je napad zgodil proti koncu bitke in je Angleže pripeljal do prepričanja, da so bili napadeni od zadaj. Barker, ki je sledil Gesta Henrici, za katero se verjame, da jo je napisal angleški kaplan, ki je bil dejansko v vlaku s prtljago, je zaključil, da se je napad zgodil na začetku bitke.

### Henrik usmrti francoske ujetnike
Ne glede na to, kdaj se je zgodil napad na prtljago, se je Henrik po začetni angleški zmagi v nekem trenutku prestrašil, da se Francozi pregrupirajo za nov napad. Gesta Henrici to postavlja po tem, ko so Angleži premagali napad francoskih oboroženih mož in so utrujene angleške čete opazovale francosko zaledje ("v neprimerljivem številu in še vedno sveže"). Le Fèvre in Wavrin podobno pravita, da so bili znaki pregrupiranja francoskega zaledja in "korakanja naprej v bojnem redu" tisti, ki so Angleže prepričali, da so še vedno v nevarnosti.
Henrik je ukazal pokol večine francoskih ujetnikov, morda v tisočih. Ukazal je prihraniti le najvišje ujetnike, verjetno zato, ker so bili ti najverjetneje sposobni prinesti veliko odkupnino po viteškem sistemu vojskovanja. Ujetnikov je bilo več kot njihovih ujetnikov; po večini kronistov se je Henrik bal, da bi ujetniki spoznali svojo številčno prednost, se ponovno oborožili z orožjem, razmetanim po polju in preplavili izčrpane angleške sile. Sodobni kronisti niso kritizirali Henrika, ker je ukazal poboj. V svoji študiji bitke je John Keegan trdil, da glavni cilj ni bil dejansko ubiti francoske ujetnike, temveč jih terorizirati v podreditev in zatreti vsako možnost, da bi nadaljevali boj, kar bi verjetno povzročilo, da bi se neangažirane francoske rezervne sile pridružile boju. Takšen dogodek bi predstavljal tveganje za še vedno številčno prekašane Angleže in bi zlahka spremenil njihovo zmago v medsebojno uničujoč poraz, saj so bile angleške sile zdaj v veliki meri pomešane s Francozi in bi močno trpele zaradi puščic lastnih lokostrelcev, če bi morali nadaljevati boj. Angleški vitezi so zavrnili pomoč pri ubijanju teh ujetnikov zaradi svojega prepričanja, da je to neviteško. Keegan, ki ocenjuje, da je bilo v nalogo vključenih le okoli 200 lokostrelcev in priznava težavnost hitrega ubijanja tisočev ujetnikov, špekulira, da je bilo dejansko ubitih razmeroma malo ujetnikov, preden so francoske rezerve pobegnile s polja in je Henrik preklical ukaz.

## Posledice
Francozi so utrpeli katastrofalen poraz. Skupno je bilo ubitih okoli 6.000 njihovih borcev. Seznam žrtev, je opazil eden od zgodovinarjev,"se bere kot seznam vojaških in političnih voditeljev pretekle generacije". Med njimi je bilo ubitih 90–120 velikih gospodov in banneretov, vključno s tremi vojvodami (Alençon, Bar in Brabant), devetimi grofi (Blâmont, Dreux, Fauquembergue, Grandpré, Marle, Nevers, Roucy, Vaucourt, Vaudémont) in enim vikontom (Puisaye) ter tudi nadškof. Od velikih kraljevih uradnikov je Francija izgubila svojega konstablja (Albret), admirala (gospod Dampierre), poveljnika samostrelcev (David de Rambures, mrtev skupaj s tremi sinovi), poveljnika kraljevega gospodinjstva (Guichard Dauphin) in prévôta maršalov. Po poročanju heraldičnih služb je bilo ubitih 3.069 vitezov in oprode, medtem ko je bilo najdenih vsaj 2.600 trupel brez grbov za identifikacijo. Cele plemiške družine so bile izbrisane po moški liniji, v nekaterih regijah pa je bila uničena celotna generacija zemljiškega plemstva. Ubiti so bili bailiffi devetih večjih severnih mest, pogosto skupaj s svojimi sinovi, sorodniki in podporniki. Po besedah Juliet Barker je bitka "naredila veliko škodo naravnim voditeljem francoske družbe v Artoisu, Ponthieu, Normandiji, Pikardiji."
Ocene števila ujetnikov se gibljejo med 700 in 2.200, med njimi so bili vojvodi Orléansa in Bourbona, grofi Euja, Vendôma, Richemonta (brat vojvode Bretanje in polbrat Henrika V.) in Harcourta ter maršal Jean Le Maingre.
Medtem, ko številni angleški viri navajajo angleške žrtve v dvomestnih številkah, zapisi kažejo, da je bilo v bojih ubitih vsaj 112 Angležev, medtem ko je Monstrelet poročal o 600 mrtvih Angležih. Med njimi so bili vojvoda Yorka, mladi grof Suffolka in valižanski oproda Dafydd ("Davy") Gam. Jean de Wavrin, vitez na francoski strani, je zapisal, da je bilo angleških žrtev 1.600 "moških vseh činov".
Čeprav je bila zmaga vojaško odločilna, je bil njen vpliv kompleksen. Ni takoj privedla do nadaljnjih angleških osvojitev, saj je bila Henrikova prioriteta vrnitev v Anglijo, kar je storil 16. novembra, da bi bil 23. sprejet v triumfu v Londonu. Henrik se je vrnil kot zmagovalni junak, ki so ga v očeh njegovih podložnikov in evropskih sil zunaj Francije videli kot blagoslovljenega od Boga. Ustanovil je legitimnost lancasterske monarhije in prihodnje Henrikove kampanje za uveljavljanje njegovih "pravic in privilegijev" v Franciji. Druge koristi za Angleže so bile dolgoročnejše. Zelo hitro po bitki se je krhko premirje med armagnacsko in burgundsko frakcijo prekinilo. Glavnino bitke so nosili Armagnaci in oni so utrpeli večino višjih žrtev ter nosili krivdo za poraz. Burgundci so izkoristili priložnost in v 10 dneh po bitki zbrali svoje vojske ter odkorakali proti Parizu. To pomanjkanje enotnosti v Franciji je Henriku omogočilo osemnajst mesecev, da se vojaško in politično pripravi na ponovno kampanjo. Ko se je ta kampanja začela, jo je olajšala škoda, povzročena političnim in vojaškim strukturam Normandije z bitko.

## Število vojakov pri Agincourtu
Večina primarnih virov, ki opisujejo bitko, navaja, da so bili Angleži številčno precej prekašani. Nasprotno, Anne Curry je v svoji knjigi iz leta 2005 Agincourt: A New History trdila, na podlagi raziskav o ohranjenih administrativnih zapisih, da je francoska vojska štela 12.000 mož, angleška pa 9.000, kar je razmerje štiri proti tri. Čeprav se ne strinja nujno z natančnimi številkami, ki jih uporablja Curry, Bertrand Schnerb, profesor srednjeveške zgodovine na Univerzi v Lillu, navaja, da so imeli Francozi verjetno 12.000–15.000 vojakov. Juliet Barker, Jonathan Sumption in Clifford J. Rogers so kritizirali Curryjevo zanašanje na administrativne zapise, trdili so, da so nepopolni in da več razpoložljivih primarnih virov že ponuja verodostojno oceno vpletenih številk. Ian Mortimer (zgodovinar) je podprl Curryjevo metodologijo, čeprav jo je uporabil bolj liberalno, opazil je, kako "zmanjšuje francoske številke (z omejevanjem njenih številk na tiste v osnovni vojski in nekaj specifičnih dodatnih čet) in maksimira angleške številke (z domnevo, da število poslanih domov iz Harfleurja ni bilo večje od seznamov bolnih)" in zaključil, da je "najbolj ekstremno neravnovesje, ki je verodostojno" 15.000 Francozov proti 8.000–9.000 Angležem. Barker je menil, da "če bi bila razlika res tako majhna kot tri proti štiri, potem to nima smisla glede poteka bitke, kot so jo opisali očividci in sodobniki".
Barker, Sumption in Rogers so vsi zapisali, da so imeli Angleži verjetno 6.000 mož, od tega 5.000 lokostrelcev in 900–1.000 težko oboroženih vojakov. Te številke temeljijo na Gesta Henrici Quinti in kroniki Jeana Le Fèvreja, edinih dveh pričevanjih iz angleškega tabora. Curry in Mortimer sta dvomila v zanesljivost Gesta, saj so obstajali dvomi o tem, v kolikšni meri je bila napisana kot propaganda za Henrika V. Oba ugotavljata, da Gesta močno precenjuje število Francozov v bitki; njena razmerja angleških lokostrelcev do težko oboroženih vojakov v bitki se prav tako razlikujejo od tistih v angleški vojski pred obleganjem Harfleurja. Mortimer tudi meni, da Gesta močno napihuje angleške žrtve – 5.000 – pri Harfleurju, in da "kljub težavam pohoda je Henrik izgubil zelo malo mož zaradi bolezni ali smrti; in imamo neodvisno pričevanje, da jih ni bilo ujetih več kot 160 na poti".{sfn|Mortimer|2009|p=565}} Rogers pa meni, da je številka 5.000 verjetna, in navaja več analognih zgodovinskih dogodkov v podporo svojemu primeru, Barker pa meni, da fragmentarni plačilni zapisi, na katere se zanaša Curry, dejansko podpirajo nižje ocene.
Zgodovinarji se manj ne strinjajo glede francoskih številk. Rogers, Mortimer in Sumption vsi navajajo približno 10.000 težko oboroženih vojakov za Francoze, pri čemer kot vir uporabljajo heralda vojvode Berryja, očividca. Številko podpirajo številni drugi sodobni zapisi. Curry, Rogers in Mortimer se vsi strinjajo, da so imeli Francozi 4 do 5 tisoč vojakov z izstrelki. Sumption tako zaključuje, da so imeli Francozi 14.000 mož,na podlagi meniha iz St. Denisa; Mortimer navaja 14 ali 15 tisoč borcev. Poseben vzrok zmede je morda bilo število služabnikov na obeh straneh ali pa vprašanje ali bi jih sploh smeli šteti za borce. Ker so imeli Francozi veliko več oboroženih mož kot Angleži, bi jih posledično spremljalo veliko večje število služabnikov. Rogers pravi, da bi vsakega od 10.000 oboroženih mož spremljal gros valet (oborožen, oklepljen in jezdeči vojaški služabnik) in nebojevniški paž, prve šteje za borce in tako zaključi, da je bilo Francozov dejansko 24.000. Barker, ki verjame, da so Angleži bili preštevilčeni vsaj štirikrat, pravi, da so oboroženi služabniki tvorili zaščitnico v bitki. Mortimer omenja prisotnost samo nebojevitih pažev, kar kaže, da bi ti med bitko jezdili rezervne konje in bi jih Angleži zmotno šteli za borce.

## Priljubljene predstavitve
Bitka ostaja pomemben simbol v popularni kulturi. Nekaj pomembnih primerov je navedenih spodaj.

### Glasba
Kmalu po zmagi pri Agincourtu je nastalo več priljubljenih ljudskih pesmi o bitki, najbolj znana je "Agincourt Carol", ki je nastala v prvi polovici 15. stoletja. Sledile so druge balade, vključno z "King Henry Fifth's Conquest of France", ki so povečale priljubljenost določenih dogodkov, ki so jih prvotni kronisti omenili le mimogrede, kot je darilo teniških žogic pred pohodom.

### Filmi
Shakespearova različica bitke pri Agincourtu je bila predelana v več manjših in dveh večjih filmih. Slednja, vsak z naslovom Henrik V., sta igrala Laurence Olivier leta 1944 in Kenneth Branagh leta 1989. Olivierjeva upodobitev, narejena tik pred invazijo na Normandijo, daje bitki, kot jo je Sarah Hatchuel poimenovala, "navdušujoč in junaški" ton, z umetnim, kinematografskim videzom bojnih prizorov. Branaghova različica ponuja daljšo, bolj realistično upodobitev same bitke, ki se opira tako na zgodovinske vire kot na podobe iz vietnamske in falklandske vojne.
V svoji filmski adaptaciji iz leta 2007 režiser Peter Babakitis uporablja digitalne učinke za pretiravanje realističnih značilnosti med bojnimi prizori, kar ustvarja bolj avantgardno interpretacijo bojev pri Agincourtu. Bitka je tudi osrednji del filma Netflix iz leta 2019, Kralj, v katerem igrata Timothée Chalamet kot Henrik V. in Robert Pattinson kot dofen Viennoisa. Film se zgleduje po Shakespearovih igrah Henriad.

### Poskusno sojenje
Marca 2010 je bilo v Washingtonu, D.C., izvedeno poskusno sojenje Henriku V. zaradi zločinov, povezanih s pokolom ujetnikov, ki se je opiralo tako na zgodovinske zapise kot na Shakespearovo igro. Kot sodnika sta sodelovala sodnika Samuel Alito in Ruth Bader Ginsburg. Sojenje je obravnavalo širok spekter vprašanj, ali je bil vzrok za vojno upravičen in ne zgolj vprašanje ujetnikov. Čeprav je bil glas občinstva "preblizu za določitev", je sodišče Henrika soglasno spoznalo za krivega na podlagi "razvijajočih se standardov civilne družbe".

## Agincourt danes
V vasi Azincourt je sodoben muzej, posvečen bitki. Muzej vsebuje seznam imen borcev obeh strani, ki so umrli v bitki.
- Spomenik Agincourt
- Seznam angleških lokostrelcev, ubitih pri Agincourtu, kot je zabeležen v vaškem muzeju

### Splošni viri
- Adams, Michael C. (2002). Echoes of War: A Thousand Years of Military History in Popular Culture. University of Kentucky Press. ISBN 978-0-8131-2240-3.
- Barker, Juliet (2015) [2005]. [[[:Predloga:Googlebooks]] Agincourt: The King, the Campaign, the Battle] [US title: Agincourt: Henry V and the Battle that Made England] (revised and updated izd.). London: Abacus. ISBN 978-0-349-11918-2. {{navedi knjigo}}: Preveri vrednost |url= (pomoč)
- Bennett, M. (1994). »The Development of Battle Tactics in the Hundred Years War« (PDF).  V Anne Curry; Michael L. Hughes (ur.). Arms, Armies and Fortifications in the Hundred Years War. Woodbridge: Boydell Press. str. 7–20. ISBN 978-0-85115-365-0. Arhivirano (PDF) iz spletišča dne 26. avgusta 2018.
- Cantor, Paul A. (2006). »Shakespeare's Henry V: From the Medieval to the Modern World«.  V John A. Murley & Sean D. Sutton (ur.). [[[:Predloga:Googlebooks]] Perspectives on Politics in Shakespeare]. Lanham, MD, US: Lexington Books. str. 11–32. ISBN 978-0-7391-0900-7. {{navedi knjigo}}: Preveri vrednost |url= (pomoč)
- Curry, Anne (2000). [[[:Predloga:Googlebooks]] The Battle of Agincourt: Sources and Interpretations]. Woodbridge: Boydell Press. ISBN 978-0-85115-802-0. {{navedi knjigo}}: Preveri vrednost |url= (pomoč)
- Curry, Anne (2006) [2005]. Agincourt: A New History. UK: Tempus. ISBN 978-0-7524-2828-4.
- Curry, Anne & Mercer, Malcolm, ur. (2015). The Battle of Agincourt. London: Yale University Press. ISBN 978-0-300-21430-7.
- Chisholm, Hugh, ur. (1911). »Agincourt« . Enciklopedija Britannica (v angleščini). Zv. 1 (11. izd.). Cambridge University Press.
- Glanz, James (24. oktober 2009). »Historians Reassess Battle of Agincourt«. The New York Times.
- Hatchuel, Sarah & Nathalie Vienne-Guerrin, ur. (2008). [[[:Predloga:Googlebooks]] Shakespeare on Screen: The Henriad]. Rouen: Publications des Universités de Rouen et du Havre. ISBN 978-2-87775-454-5. {{navedi knjigo}}: Preveri vrednost |url= (pomoč)
- Hatchuel, Sarah (2008), "The Battle of Agincourt in Shakespeare's, Laurence Olivier's, Kenneth Branagh's and Peter Babakitis's Henry V", in Hatchuel & Vienne-Guerrin 2008, str. ;193–208.
- Hibbert, Christopher (1971). Great Battles – Agincourt. London: Weidenfeld & Nicolson. ISBN 978-1-84212-718-6.
- Holmes, Richard (1996). War Walks. London: BBC Worldwide Publishing. str. 48. ISBN 978-0-563-38360-4.
- Honig, Jan Willem (24. april 2012). »Reappraising Late Medieval Strategy: The Example of the 1415 Agincourt Campaign«. War in History. 19 (2): 123–151. doi:10.1177/0968344511432975. S2CID 146219312.
- Keegan, John (1976). The Face of Battle: A Study of Agincourt, Waterloo, and the Somme. Penguin Classics Reprint. Viking Adult. ISBN 978-0-14-004897-1.
- Margolies, David (2008), "Henry V and Ideology", in Hatchuel & Vienne-Guerrin 2008, str. ;147–156.
- Mortimer, Ian (2009). [[[:Predloga:Googlebooks]] 1415: Henry V's Year of Glory]. London: The Bodley Head. ISBN 978-0-224-07992-1. {{navedi knjigo}}: Preveri vrednost |url= (pomoč)
- Nicholson, Helen (2004). Medieval Warfare. Palgrave Macmillan.
- Phillpotts, Christopher (1984). »The French plan of battle during the Agincourt campaign«. English Historical Review. 99 (390): 59–66. doi:10.1093/ehr/XCIX.CCCXC.59. JSTOR 567909.
- Rogers, C.J. (2008). »The Battle of Agincourt«.  V L.J. Andrew Villalon & Donald J. Kagay (ur.). The Hundred Years War (Part II): Different Vistas (PDF). Leiden: Brill (objavljeno 29. avgust 2008). str. 37–132. ISBN 978-90-04-16821-3. Arhivirano iz prvotnega spletišča (PDF) dne 23. avgusta 2019.
- Seward, Desmond (1999). The Hundred Years War: The English in France 1337–1453. Penguin. str. 162. ISBN 978-0-14-028361-7.
- Sumption, Jonathan (2015). The Hundred Years War IV: Cursed Kings. London: Faber & Faber. ISBN 978-0-571-27454-3.
- Sutherland, Tim (17. november 2015). The Battlefield. in Curry & Mercer 2015
- Wason, David (2004). Battlefield Detectives. London: Carlton Books. str. 74. ISBN 978-0-233-05083-6.
- Woolf, Daniel (12. junij 2003). The Social Circulation of the Past: English Historical Culture 1500–1730. Oxford University Press. ISBN 978-0-19-925778-2.
- Wylie, James Hamilton & Waugh, William Templeton (1914). The Reign of Henry the Fifth. Cambridge: The University Press. str. 118. OCLC 313049420.
- Janez J. Švajncer: Vojna zgodovina (Ljubljana: DZS, 1998), str. 148.